# مجتبی عطاردی
مجتبی عطاردی، ۵۴ ساله و متخصص میکروالکترونیک، دانشیار دانشکده برق دانشگاه صنعتی شریف است که به اتهام خرید تجهیزات پیشرفته آزمایشگاهی آمریکایی، قوانین صادراتی آن کشور را زیر پا گذاشته و هفتم دسامبر سال ۲۰۱۱ هنگام پیاده شدن از هواپیمایی در لس آنجلس دستگیر شد. عطاردی در یک بازداشتگاه دولت فدرال آمریکا در حومه سانفرانسیسکو تحت بازداشت قرار دارد و برای درمان به آمریکا سفر کرده‌است

## آزادی دکتر عطاردی
رامین مهمانپرست سخنگوی وزارت خارجه ایران روز ششم اردیبهشت ۱۳۹۲، ۲۶ آوریل ۲۰۱۳، از آزادی دکتر مجتبی عطاردی خبر داد. وی پس از آزادی، وارد مسقط، پایتخت عمان شد و قرار است روز شنبه هفتم اردیبهشت ۱۳۹۲ وارد تهران شود. تلویزیون عمان نیز با اعلام این خبر از تلاش‌های سلطان قابوس، پادشاه این کشور برای آزادی عطاردی خبر داد.
وی روز شنبه ۷اردیبهشت‌ماه بعد از ۱۶ ما ه بازداشت در کشور آمریکا به ایران بازگشت و در فرودگاه امام خمینی مورد استقبال جمعی از مقامات دولتی قرار گرفت.